# Мостика Віктор Валентинович
Віктор Мостика (нар. 16 травня 1995, Ковель) — український співак, вокаліст попрок гурту «Synecdoche Berlin» (укр. Синекдоха Берлін). Переможець конкурсів «Крок до зірок», «Країна зірок», а також учасник шоу «Ікс-Фактор», «Золота підкова», «Світові хіти». Володар президентської нагороди «Зірка України» (2006). Людина року Волинського краю у номінації «Юний талант». Лауреат премії Володимира Гришка з піснею «О, моє сонце!».

## Біографія та творча діяльність
Народився 16 червня 1995 у Ковелі в сім'ї Галини та Валентина Мостика.
2006 року став переможцем шоу «Крок до зірок» з піснею «Ти моє сонце» (оригінал — італ. 'O sole mio), а також здобув президентську нагороду «Зірка України. Феномен року». У вересні того ж року співак виборов гран-прі у фестивалі переможців «Кроку до зірок» — «Країна зірок», та отримав прізвисько «Українського Робертіно Лореті» від Ніни Матвієнко. Також, однією з впізнаваних пісень, виконаних Мостикою є «Квітка розмарія» Назарія Яремчука.
У серпні 2007 року взяв участь у Всеукраїнському спектаклі «Лица новой оперы» за ініціації та спільної участі Володимира Гришка у Харкові та Одесі.
У грудні 2007 року був присутнім на Урочистих зборах активу Блоку Юлії Тимошенко.
2012 року вступив до Київського Національного Університету Культури і Мистецтв на факультет музичного мистецтва, який закінчив 2017 року.
2014 року було створено колектив «Synecdoche Berlin», де Мостика став вокалістом. У травні 2014 року вийшов дебютний сингл «Тримайся».
Влітку 2015 року співак взяв участь у 6 сезоні шоу «Ікс-Фактор», де виконав композицію «Вище неба» гурту «Океан Ельзи» та отримав 4 «так» від суддів, однак до тренувального табору не потрапив через хворобу. Дану пісню та виступ співак присвятив своїй подрузі — Ользі Грубич (дочка телеведучого — Костянтина Грубича), що загинула 2014 року.
У грудні 2015 року гурт видав другий сингл гурту та дебютний відеокліп до пісні «Всі Хочуть Одного».
У червні 2016 року вийшов третій сингл гурту «Разом до мети» разом з відеокліпом, що відображає яскраві моменти з гри Збірної України з футболу та гурт «Synecdoche Berlin», що грає на стадіоні в оточенні фанатів.

## Склад гурту «Synecdoche Berlin»
- Віктор Мостика (вокал)
- Олександр Куц (соло-гітара)
- Мар'ян Лесюк (бас-гітара, бек-вокал)
- Дмитро Бєлов (акустична гітара)
- Сергій Гаврилов (ударна установка)
- Сергій Кірсанов (електрогітара, бек-вокал)

## Дискографія «Synecdoche Berlin»

### Сингли
| Рік  | Назва               | Відеокліп |
| ---- | ------------------- | --------- |
| 2014 | «Тримайся»          | -         |
| 2015 | «Всі Хочуть Одного» |           |
| 2016 | «Разом до мети»     |           |